# Carl Adolph Jørgensen
Carl Adolph Jørgensen (1899 - 1968 ) fue un micólogo, botánico, y genetista danés. Desarrolló actividades académicas, en genética vegetal, en la Facultad de Ciencias de la vida, de Copenhague.
Sus intereses se centraron en patología vegetal, Botánica Sistemática, y citogenética. Defendió su tesis doctoral: La formación experimental de plantas heteroploides del género Solanum, es considerada una de las obras clásicas citogenéticas. Comenzó varios proyectos importantes, incluyendo investigaciones en Maglemose. Jorgensen halló restos de bosques de roble en Jutlandia, que desaparecerían debido al cultivo intensivo, y por lo tanto se inició un estudio botánico de recuperación.

## Algunas publicaciones
- emil Rostrup, carl a. Jørgensen, alfred Hansen. 1973. Den danske flora: en populær vejledning til at lære de danske planter at kende. 20.ª ed. de Gyldendal, 664 pp. ISBN 8700597112, ISBN 9788700597112

- carl a. Jørgensen. 1958. The Flowering Plants of Greenland: A Taxonomical and Cytological Survey. Biol. Skr. Vidensk. Selskab 9 (4) 172 pp. Ed. en comisión con Munksgaard

- paul Gelting, carl a. Jørgensen, m. Køie. 1951. Mosser - Laver - Svampe - Alger. Vilde planter i norden. Sporeplanter (Musgos - Levaduras - Setas - Algas. Plantas silvestres en el norte. Plantas de esporas). Ed. G.E.C. Gads, 291 pp.

- kaj Gram, carl a. Jørgensen, mogens Køie. 1944. De jydske Egekrat og deres Flora. Biologiske Skrifter 3 (3)// Det Kongelige Danske Videnskabernes Selskab. Ed. E. Munksgaard, 210 pp.

- c. Ferdinandsen, c.a. Jørgensen. 1938. Skovtraeernes Sygdomme (Enfermedades de árboles forestales). 1-570. Copenhague; Gyldendalske Boghandel, Nordisk Forlag.

- e. Gram, c.a. Jørgensen, s. Rostrup. 1928. Oversigt over Sygdomme hos Landbrugets og Havebrugets Kulturplanter i 1927 (Información general de las enfermedades en la agricultura y la horticultura. Cultura de las plantas en 1927). Tidssrift for Planteavl 34: 778-836

- carl a. Jørgensen. 1927. The Experimental Formation of Heteroploid Plants in the Genus Solanum. Vol. 19. Reimpreso por The University Press, 79 pp.
- La abreviatura «C.A.Jørg.» se emplea para indicar a Carl Adolph Jørgensen como autoridad en la descripción y clasificación científica de los vegetales.[3]